# Platygaster
Platygaster is een geslacht van vliesvleugelige insecten uit de familie van de Platygastridae.

## Soorten
Deze lijst van 238 stuks is mogelijk niet compleet.
- P. aberrans Buhl, 1998
- P. abia Walker, 1835
- P. abisares Walker, 1835
- P. abrupta Buhl, 1994
- P. acrisius Walker, 1835
- P. acuticlava Buhl, 1999
- P. acutocularis Buhl, 1999
- P. aebeloeensis Buhl, 2001
- P. aegeus Walker, 1835
- P. angustula (Thomson, 1859)
- P. apicalis Thomson, 1859
- P. aptera Nees, 1834
- P. athamas Walker, 1835
- P. attenuata Walker, 1835
- P. betulae (Kieffer, 1916)
- P. betularia Kieffer, 1916
- P. blascozumetae Buhl, 1999
- P. borealis Buhl, 1998
- P. brevicornis Foerster, 1861
- P. brevistriata Kieffer, 1916
- P. bucolion Walker, 1835
- P. bureschi Szabó, 1959
- P. canestrinii (Rondani, 1866)
- P. cebes Walker, 1835
- P. cecconii Kieffer, 1913
- P. cecidomyiae Ratzeburg, 1852
- P. clavata Buhl, 1994
- P. cochleata Walker, 1835
- P. compressicornis (Thomson, 1859)
- P. confinis (Thomson, 1859)
- P. consobrina Kieffer, 1913
- P. contorticornis Ratzeburg, 1844
- P. convergens Kieffer, 1913
- P. corcyranus Buhl, 1996
- P. corni Kieffer, 1916
- P. corvina Foerster, 1861
- P. cottei Kieffer, 1913
- P. crassicornis Buhl, 1999
- P. crassus Kryger & Schmiedeknecht, 1938
- P. cruciferarum Kieffer, 1916
- P. cyrsilus Walker, 1835
- P. chloropus Thomson, 1859
- P. chrysippus Walker, 1835
- P. damokles Buhl, 1998
- P. danica Buhl, 1999
- P. danielssoni Buhl, 1998
- P. deipyla Walker, 1835
- P. demades Walker, 1835
- P. denticulata Buhl, 1998
- P. depressiventris Thomson, 1859
- P. dictys Walker, 1835
- P. dryope Walker, 1835
- P. elongata Haliday, 1833
- P. enneatomus (Kieffer, 1913)
- P. ennius Walker, 1835
- P. ensifer (Westwood, 1833)
- P. entwistlei Buhl, 1997
- P. equestris (Spittler, 1969)
- P. erdosi (Szelenyi, 1958)
- P. ericeti Rondani, 1877
- P. eriphyle Walker, 1835
- P. eryngii Kieffer, 1916
- P. etsuhoae Buhl, 1999
- P. euhemerus Walker, 1835
- P. euxestonotoides Buhl, 1999
- P. filicornis Walker, 1831
- P. floricola (Kieffer, 1916)
- P. formicarum Kieffer, 1916
- P. fungicola Kieffer, 1916
- P. fuscipes Thomson, 1859
- P. galenus Walker, 1835
- P. genata Buhl, 1999
- P. generalii Rondani, 1877
- P. germanica Buhl, 1998
- P. gibba (Szelenyi, 1938)
- P. gladiator Zetterstedt, 1838
- P. gorge Walker, 1835
- P. gracilipes Huggert, 1975
- P. graminis (Kieffer, 1916)
- P. gyge Walker, 1835
- P. gyrone Szelenyi, 1958
- P. hansseni Buhl, 1998
- P. henkvlugi Buhl, 1996
- P. hera Buhl, 1998
- P. hiemalis Forbes, 1888
- P. hyalinata Thomson, 1859
- P. hybrida Buhl, 1994
- P. hygrophila Kieffer, 1916
- P. iberica Buhl, 1999
- P. ilona Szabó, 1976
- P. inconspicua Buhl, 1999
- P. inermis Walker, 1835
- P. iolas Walker, 1835
- P. iteocrypta Kieffer, 1916
- P. iteophilus (Kieffer, 1916)
- P. javieri Buhl, 1999
- P. krarupi Buhl, 1995
- P. laeviventris Thomson, 1859
- P. lamelliformis Huggert, 1973
- P. lanceolata Buhl, 1996
- P. lapponicus Thomson, 1859
- P. laricis Haliday, 1835
- P. lasiorum Kieffer, 1916
- P. lata Foerster, 1861
- P. laticeps Thomson, 1859
- P. lativentris Thomson, 1859
- P. leptines Walker, 1835
- P. leptocera Thomson, 1859
- P. leptoptera Buhl, 1999
- P. leucanthemi (Kieffer, 1916)
- P. lineata Kieffer, 1906
- P. lineaticeps Buhl, 1994
- P. litoralis Buhl, 1998
- P. longestriata Kieffer, 1916
- P. longestriolatus Thomson, 1859
- P. longicaudata (Kieffer, 1906)
- P. longula (Kieffer, 1926)
- P. lugens Kieffer, 1926
- P. lundensis Buhl, 1997

- P. luteocoxalis (Kozlov, 1966)
- P. lyneborgi Buhl, 1998
- P. lysicles Walker, 1835
- P. malpighii Kieffer, 1916
- P. manto Walker, 1835
- P. marchali Kieffer, 1906
- P. marginata Thomson, 1859
- P. marshalli (Kieffer, 1916)
- P. masneri Huggert, 1975
- P. mayetiolae Kieffer, 1916
- P. microsculpturata Buhl, 1999
- P. minthe Walker, 1835
- P. minuta Zetterstedt, 1838
- P. minutula Dalla Torre, 1898
- P. moczari Szabó, 1976
- P. modesta Buhl, 1999
- P. molsensis Buhl, 1995
- P. munita Walker, 1835
- P. munki Buhl, 1994
- P. myrmecobia Kieffer, 1913
- P. nigra Nees, 1834
- P. nigripes Ratzeburg, 1852
- P. nisus Walker, 1835
- P. nodicola (Kieffer, 1916)
- P. nottoni Buhl, 1995
- P. obscura Nees, 1834
- P. occipitalis Buhl, 1994
- P. oebalus Walker, 1835
- P. oeclus Walker, 1835
- P. oleae Szelenyi, 1940
- P. opaca Ruthe, 1859
- P. orcus Walker, 1835
- P. ornatus Kieffer, 1906
- P. orus Walker, 1835
- P. oscus Walker, 1835
- P. otanes Walker, 1835
- P. parallela Walker, 1835
- P. parvula Zetterstedt, 1838
- P. pedasus Walker, 1835
- P. pelias Walker, 1835
- P. persicariae Kieffer, 1906
- P. philinna Walker, 1835
- P. phragmitis (Schrank, 1781)
- P. picipes Foerster, 1861
- P. pinaensis Buhl, 1999
- P. plana Buhl, 1994
- P. planoides Buhl, 1995
- P. pleuron Walker, 1835
- P. plotina Walker, 1835
- P. polita Thomson, 1859
- P. praecox Buhl, 1999
- P. puccinii Vlug, 1995
- P. pygmaea Kieffer, 1913
- P. quadrifarius (Kieffer, 1916)
- P. retuertae Buhl, 1999
- P. reyi Buhl, 2001
- P. ruficornis (Latreille, 1805)
- P. rufitibia Buhl, 1999
- P. rugosiceps Buhl, 1994
- P. rutilipes Buhl, 1997
- P. rutubus Walker, 1835
- P. sagana Walker, 1835
- P. saliciperdae Kieffer, 1913
- P. sambuci (Kieffer, 1916)
- P. scotica Kieffer, 1913
- P. scrophulariae (Kieffer, 1916)
- P. schlicki Buhl, 1995
- P. signata (Foerster, 1861)
- P. soederlundi Buhl, 1998
- P. sonchis Walker, 1835
- P. sophianae Szabó, 1976
- P. specularis Buhl, 1999
- P. spiniger Nees, 1834
- P. splendidula Ruthe, 1859
- P. stachydis (Kieffer, 1916)
- P. stefaniellae Buhl, 2000
- P. stefaniolae Buhl, 1999
- P. sterope Walker, 1835
- P. strato Walker, 1835
- P. striatidorsum Buhl, 1998
- P. striatifacies Buhl, 1996
- P. striatithorax Buhl, 1994
- P. striolatus Nees, 1834
- P. subterraneus (Kieffer, 1916)
- P. subtilis Foerster, 1861
- P. subulata Nees, 1834
- P. subuliformis Kieffer, 1926
- P. suecicus (Kieffer, 1926)
- P. szelenyii Huggert, 1975
- P. taras Walker, 1835
- P. tenerifensis Buhl, 2001
- P. tenuicornis Foerster, 1861
- P. thomsoni Buhl, 1995
- P. tisias Walker, 1835
- P. transsylvanicus (Szelenyi, 1958)
- P. transversiceps Buhl, 1998
- P. tuberata Kieffer, 1926
- P. tuberculi (Kieffer, 1916)
- P. tuberosa Nees, 1834
- P. tuberosula Kieffer, 1926
- P. tubulosa Brues, 1922
- P. ulmicola Kieffer, 1916
- P. umbraculi (Kieffer, 1916)
- P. ungeri Buhl, 1999
- P. vaenia Walker, 1835
- P. varicornis Buhl, 1999
- P. vedresi Szabó, 1974
- P. vera Buhl, 1999
- P. verrucosa Kieffer, 1916
- P. vestinus Walker, 1835
- P. viburni Kieffer, 1916
- P. vintheri Buhl, 1994
- P. virgo Day, 1971
- P. vitreus Buhl, 1997
- P. vulgaris Buhl, 1998
- P. xeneus Walker, 1838
- P. zangherii Szelenyi, 1955
- P. zaragozana Buhl, 1999
- P. zosine Walker, 1835